# 화성 용주사 중종
화성 용주사 중종(華城 龍珠寺 中鐘)은 경기도 화성시 송산동 용주사 사찰에 있는 조선시대의 종이다. 2009년 6월 24일 대한민국의 경기도 유형문화재 제226호로 지정되었다.
용주사 중종은 명문에 조성시기와 봉안처 및 불화승 등이 언급되어 있다. 중종의 형태와 문양 배치는 조선후기 전형적인 범종 양식을 잘 반영하고 있으며 조선 후기 불교공예사 연구에 중요한 작품이다. 경기도 유형문화재 제226호로 지정되었다.
ah모름

## 참고 자료
- 화성 용주사 중종 - 국가유산청 국가유산포털

1. ↑  경기도 고시 제2009-246호, 경기도 유형문화재 및 문화재자료 지정, 경기도지사, 2009-06-24